# Siamia luxuriosa
Siamia luxuriosa är en svampart som beskrevs av V. Robert, Decock & R.F. Castañeda 2000. Siamia luxuriosa ingår i släktet Siamia, divisionen sporsäcksvampar och riket svampar.   Inga underarter finns listade i Catalogue of Life.